# Elke Pahud de Mortanges
Elke Pahud de Mortanges (* 1962) ist eine deutsch-schweizerische Doppelbürgerin und römisch-katholische Theologin. Seit 1993 lebt sie in der Schweiz und ist seit 1995 mit Prof. René Pahud de Mortanges verheiratet.

## Leben
Sie studierte katholische Theologie in Tübingen. Von 1987 bis 1993 wissenschaftliche Assistentin am Lehrstuhl für Fundamentaltheologie an der Universität Tübingen. Mit dem Carl-Joseph-Hefele-Preis des Bischofs der Diözese Rottenburg-Stuttgart wurde sie 1989 ausgezeichnet. Nach der Promotion 1992 im Fach Fundamentaltheologie über „Ernst Bloch und das Christentum“ wurde sie 1994 mit dem Ernst-Bloch-Förderpreis der Stadt Ludwigshafen ausgezeichnet. Von 1995 bis 2000 war sie Lehrbeauftragte für Fundamentaltheologie an der Theologischen Fakultät der Universität Fribourg. Nach der Habilitation 2001 an der Albert-Ludwigs-Universität Freiburg mit der Arbeit „Philosophie und kirchliche Autorität. Der Fall des Münchner Philosophieprofessors Jakob Frohschammer“ lehrte sie als Privatdozentin, freie Vortragstätigkeit und Projektmitarbeit (Archäologischer Dienst Bern; Universität Bern; FrauenGeschichte Fribourg). Seit 2008 lehrt sie als außerplanmäßige Professorin für Dogmatik und Dogmengeschichte an der Albert-Ludwigs-Universität Freiburg. Seit 2011 ist sie externe wissenschaftliche Mitarbeiterin am „Institut für das Studium der Religionen und des interreligiösen Dialogs“ (Universität Fribourg). Seit 2013 ist sie zudem Lehrbeauftragte für Gender Aspects in Religious Studies (Universität Fribourg), seit 2024 ist sie offiziell wissenschaftliches Mitglied des Zentrums für Anthropologie und Gender Studies der Universität Freiburg i. Br.
Ihre Forschungsschwerpunkte sind Gender Aspects in Religious Studies / Christentum – Gedächtnis – Körper / Theologie- und Frömmigkeitsgeschichte der Neuzeit / Religion und Kulturgeschichte / Frauenreligionsgeschichte, Vermessungen im Geviert von Theologie und Literatur, Kunst und Philosophie und Fragen der Theologischen Erkenntnislehre / Woher wissen wir, was christlich ist.

## Werke (Auswahl)
- Bodies of Memory and Grace. Der Körper in den Erinnerungskulturen des Christentums. Theologischer Verlag Zürich, Zürich 2022, ISBN 978-3-290-22062-4
- The Sacred Heart as Body and Embodiment. A Topography of Modes and Motives, in: Schweizerische Zeitschrift für Religions- und Kulturgeschichte 113 (2019), S. 403–420.
- Das Schicksal fehl- und totgeborener, ungetauft verstorbener Kinder aus theologischer Sicht, in: Das mittelalterliche Marienheiligtum von Oberbüren. Archäologische Untersuchungen in Büren an der Aare, Chilchmatt. Hrsg. v. Archäologischen Dienst des Kantons Bern. Bern 2019, S. 53–83.
- Body@Performance und Gedächtnis. Zur Anatomie des Heils in den Erinnerungskulturen des Christentums, in: Zeitschrift für Kirchliche Zeitgeschichte 31 (2018), S. 348–362.
- (K)ein Grab für Sternenkinder in der Schweiz. Katholische, reformierte und zivilrechtliche Antworten und (Aus-)Wege von der Reformation bis heute, in: Schweizerische Zeitschrift für Religions- und Kulturgeschichte 112 (2018), S. 365–385.
- Der Sommer des Pantoffelministranten. Das Geschlecht und das Geschlechtliche in Thomas Hürlimanns Novelle Fräulein Stark, in: Jan Heiner Tück (Hg.): „Der grosse Niemand“. Religiöse Motive im literarischen Werk von Thomas Hürlimann. Herder, Freiburg i. Br. 2018, S. 69–95. ISBN 978-3-451-38183-6.
- Max, Salvatore und das Heimweh nach der Sehnsucht von einst. Anmerkungen zu Arnold Stadlers Roman „Sehnsucht. Versuch über das erste Mal“, in: Jan-Heiner Tück (Hg.), Auch der Unglaube ist nur ein Glaube. Arnold Stadler im Schnittfeld von Theologie und Literaturwissenschaft. Herder, Freiburg i.Br. 2017, S. 99–109. ISBN 978-3-451-34925-6.
- "Be a somebody with a body”. Christus-Heterotopien in Kunst und Kommerz des 20. und 21. Jahrhunderts am Beispiel von Andy Warhol, Joseph Beuys und Conchita Wurst, in: Elke Pahud de Mortanges / Franziska Metzger (Hg.): Orte und Räume des Religiösen im 19. - 21. Jahrhundert. Ferdinand Schöningh, Paderborn 2016, S. 223–245.
- Ernst Bloch und das Christentum. Der geschichtliche Prozess und der philosophische Begriff der „Religion des Exodus und des Reiches“ (= Tübinger Studien zur Theologie und Philosophie. Band 7). Matthias-Grünewald-Verlag, Mainz 1993, ISBN 3-7867-1722-2 (zugleich Dissertation, Tübingen 1992).
- Philosophie und kirchliche Autorität. Der Fall Jakob Frohschammer vor der römischen Indexkongregation (1855-1864) (= Römische Inquisition und Indexkongregation. Band 4). Schöningh, Paderborn 2005, ISBN 3-506-77672-X (zugleich Habilitationsschrift, Freiburg im Breisgau 2001).
- Unheilige Paare? Liebesgeschichten, die keine sein durften. Kösel, München 2011, ISBN 978-3-466-37006-1.
- als Herausgeberin mit David Luginbühl, Franziska Metzger, Thomas Metzger und Martina Sochin: Religiöse Grenzziehungen im öffentlichen Raum. Mechanismen und Strategien von Inklusion und Exklusion im 19. und 20. Jahrhundert (= Religionsforum. Band 9). Kohlhammer, Stuttgart 2012, ISBN 978-3-451-35001-6.
- Weiß ich, was ich glaube? Das Credo heute leben. Echter, Würzburg 2013, ISBN 978-3-429-03600-3.
- als Herausgeberin mit Franziska Metzger: Orte und Räume des Religiösen im 19.–21. Jahrhundert. Ferdinand Schöningh, Paderborn 2016, ISBN 978-3-506-77930-4.
- Nackig und voller Heimweh. Im Gespräch mit zwei lateinamerikanischen Künstlerinnen zeigt Elke Pahud de Mortanges, was sie als Theologin der Kunst verdankt, in: feinschwarz, Theologisches Feuilleton 1. Juni 2023.
- Verwundetes Begehren. Der Heilige Sebastian als gay Icon and queer Saint, in: Neue Wege 3 (23), S. 11–15.
- Farbe bekennen in den Farben des Regenbogens. Interview mit Elke Pahud de Mortanges, geführt von Vanessa Buff und Andrea Aebi, in: bref. Das Magazin der Reformierten 7 (2022), S. 4–10.
- „Er liebt sie mit aller Macht auf dem Lager der Minne. Wie wir nicht (mehr) über Gott reden können“, in: Neue Wege 5 (22), S. 24–29.